# Suttogások és sikolyok
Suttogások és sikolyok (Viskningar och rop) 1972-ben bemutatott Oscar-díjas svéd filmdráma Ingmar Bergman rendezésében.
"Évek óta látok magam előtt egy tágas szobát, hajnali négy óra van, kicsit beszűrődik a pirkadat fénye. A falak bordós-pirosak, és három asszony ül a szobában. Az egyik a tűzzel foglalatoskodik, a másik köt, a harmadik könyvet olvas" – mondta operatőrének, Sven Nykvistnek Ingmar Bergman, akinek egyik legfontosabb és legvitatottabb filmje bontakozott ki később ebből a képből.

## Történet
Az 1900-as évek elején három nővér él egy kastélyban, aminek minden szobája vörös: vörösek a falak és a bútorok is. Agnes súlyos beteg, haldoklik. Két nővére, Maria és Karin felügyel rá, valamint házvezetőnőjük, Anna. Agnes utolsó pár napját dolgozza fel a film. Bemutatja, hogyan gyötrődik a rák kínjaitól. A két nővér férje távol van, nincs közöttük szeretet, csak a kötelesség tartja őket a házban. Időnként kihívják Agnes orvosát, akivel Mariának viszonya van. David, az orvos hidegen bánik a nővel. Hosszú évek óta vannak szexuális kapcsolatban egymással, de az orvos már ráunt Mariára, aki pedig magányos, és kielégítetlenségét ezzel a viszonnyal csillapítja. Maria még képes a szeretetre, amit időnként féltő gondoskodással kimutat beteg nővére felé, valamint Karinnal is megpróbál normális kapcsolatba lépni. Karin elutasítja Maria közeledését. Anna, a házvezetőnő az, aki szívből gondoskodik a haldokló Agnesről. Teste melegével próbálja az asszony fájdalmait csillapítani, vigaszt nyújt. Egy nap megérkezik Karin férje. A vacsora után ágyába hívja feleségét, aki a menekülés útjaként azt választja, hogy egy üvegcserepet felnyom a vaginájába. Másnap a férj elutazik. A két nővér az utolsó éjszakán egymásra talál, simogatják és ölelik egymást, átbeszélik minden felgyülemlett feszültségüket. Agnes borzalmas kínok között meghal, de másnapra feltámad. Egyenként behívja nővéreit a szobájába, de a két nő riadtan és borzadva kimenekül. Anna  az egyetlen a házban, aki megőrzi nyugalmát és a „halott” asszony segítségére siet. A következő nap eltemetik Agnest. Megérkezik a két férj, és elbocsátják Annát. Karin közeledését elutasítja Maria. A két nővér ismét elhidegül egymástól. Mindenki elhagyja a kastélyt.

## Szereplők
- Ingrid Thulin (Karin) (Drahota Andrea)[1]
- Harriet Andersson (Agnes) (Kútvölgyi Erzsébet)
- Liv Ullmann (Maria) (Udvaros Dorottya)
- Kari Sylwan (Anna) (Kiss Erika)
- Erland Josephson (David, az orvos) (Helyey László)
- Anders Ek (Isak, a pap) (Uri István)
- Inga Gill (mesélő) (Szabó Éva)
- Henning Moritzen (Joakim, Maria férje) (Reviczky Gábor)
- Georg Årlin (Fredrik, Karin férje) (Makay Sándor)

## Jelentősebb díjak
Oscar-díj (1973)
- díj: legjobb operatőr
- jelölés: legjobb film
- jelölés: legjobb rendező
- jelölés: legjobb forgatókönyv
- jelölés: legjobb kosztüm

Cannes-i fesztivál (1973)
- technikai nagydíj